# Карликовые песчанки
Карликовые песчанки (лат. Gerbillus) — род грызунов подсемейства песчанковых семейства мышиных.
Голова и тело длиной 5—13 см, хвост длиной 7—18 см, вес 10—63 граммов. Мех сверху серого или красноватого цвета, бока светлее, а брюхо беловатое. Хвост мохнатый, на его конце маленькая кисточка. Тело худое, удлиненные задние ноги, уши и когти.
Виды этого рода обитают в северной и восточной Африке и юго-западной и южной Азии. Живут в засушливых районах с песчаным или каменистым грунтом, часто с небольшой растительностью. Ведут сумеречный или ночной образ жизни, в течение дня спят в самостоятельно построенных норах. Норы могут быть от 2 до 3 метров в длину и имеют мягкое гнездо из растений, которое они также используют для хранения продовольствия. Питание состоит из семян, корней, орехов, трав, иногда насекомых.
После периода беременности продолжительностью около 20—22 дней, самка рождает 1—8 (в среднем 4—5) детёнышей. Они голые и слепые от рождения, их глаза открываются на 16—20 день, кормление молоком длится один месяц.

## Виды
- Подрод Hendecapleura
  - Gerbillus amoenus
  - Песчанка Брокмана (Gerbillus brockmani)
  - Чернохвостая песчанка (Gerbillus famulus)
  - Алжирская песчанка (Gerbillus garamantis)
  - Песчанка Гроббена (Gerbillus grobbeni)
  - Аравийская карликовая песчанка (Gerbillus henleyi)
  - Мавританская песчанка (Gerbillus mauritaniae)
  - Месопотамская песчанка (Gerbillus mesopotamiae)
  - Дарфурская песчанка (Gerbillus muriculus)
  - Белуджистанская песчанка (Gerbillus nanus)
  - Аденская песчанка (Gerbillus poecilops)
  - Мейдобская песчанка (Gerbillus principulus)
  - Кенийская карликовая песчанка (Gerbillus pusillus)
  - Нофилийская песчанка (Gerbillus syrticus)
  - Прыткая песчанка (Gerbillus vivax)
  - Песчанка Уотерса (Gerbillus watersi)
- Подрод Gerbillus
  - Берберийская песчанка (Gerbillus acticola)
  - Агагская песчанка (Gerbillus agag)
  - Песчанка Андерсона (Gerbillus andersoni)
  - Песчанка Сварта (Gerbillus aquilus)
  - Песчанка Бартона (Gerbillus burtoni)
  - Песчанка Чизмана (Gerbillus cheesmani)
  - донголская песчанка (Gerbillus dongolanus)
  - Джибутийская песчанка (Gerbillus dunni)
  - Песчанка Флоуера (Gerbillus floweri)
  - Карликовая песчанка (Gerbillus gerbillus)
  - Индийская карликовая песчанка (Gerbillus gleadowi)
  - Западная песчанка (Gerbillus hesperinus)
  - Песчанка Хугстраля (Gerbillus hoogstraali)
  - Песчанка Латаста (Gerbillus latastei)
  - Суданская песчанка (Gerbillus nancillus)
  - Нигерийская песчанка (Gerbillus nigeriae)
  - Западная песчанка (Gerbillus occiduus)
  - Бледная песчанка (Gerbillus perpallidus)
  - Мягкошёрстная песчанка (Gerbillus pulvinatus)
  - Египетская песчанка (Gerbillus pyramidum)
  - Песчанка Розалинды (Gerbillus rosalinda)
  - Ливийская песчанка (Gerbillus tarabuli)